# Сенна, Айртон
А́йртон Се́нна да Си́лва (порт. Ayrton Senna da Silva, 21 марта 1960, Сан-Паулу, Бразилия — 1 мая 1994, Болонья, Италия) — бразильский автогонщик, трёхкратный чемпион мира Формулы-1 (1988, 1990 и 1991).
За десять лет выступлений выиграл 41 гонку и завоевал 65 поул-позиций. Получил от прессы прозвища «Волшебник» и «Человек дождя». Наиболее яркая страница биографии Сенны — его соперничество с Аленом Простом в конце 1980-х — начале 1990-х, в котором ярко отразились их разные характеры и подходы к гонкам: дерзкий и рисковый у Сенны против расчётливого и осторожного у Проста.
Погиб в 1994 году в аварии на Гран-при Сан-Марино в Имоле. По итогам опроса, проведённого британским еженедельником Autosport среди бывших и действующих участников Формулы-1 в 2009 году, Сенна был назван лучшим гонщиком в истории Формулы-1.

## Биография

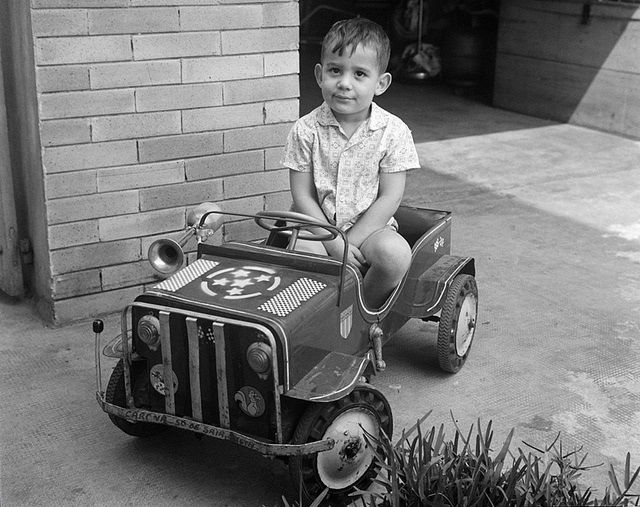
Айртон в детстве

Айртон Сенна родился в семье богатого землевладельца. Его отец впервые посадил сына за руль карта уже в четырёхлетнем возрасте. В 13 лет Айртон Сенна впервые участвовал в соревнованиях по картингу.
В 1977 году выиграл чемпионат Южной Америки по картингу. Затем участвовал в чемпионате мира и занимал вторые места в семи гонках, но ни разу не смог победить.
В 1978 году Сенна отправился в Европу, где сразу выиграл британский чемпионат в классе «Формула-Форд 1600».
В 1981 году женился на своей давней подруге — Лилиан Вашконселуш да Соуза. У них было много общих интересов, некоторое время они даже вместе участвовали в гонках, но в 1983 году развелись. Неизвестно, кто был инициатором развода, но оба признавали, что Сенна придавал слишком большое значение гонкам и не мог сочетать их с супружеством. После этого у него было немало романов, но до женитьбы дело больше не доходило.
С 1982 года начал выступать под фамилией своей матери — Сенна, поскольку фамилия да Силва была слишком распространена в Бразилии. В 1982 году выиграл европейский и британский чемпионаты Формулы-Форд 2000.
В 1983 году с 13 победами в 20 гонках стал чемпионом британской Формулы-3, победив в престижном Гран-при Макао; в течение года тестировал машины различных команд Формулы-1 — «Уильямс», «Макларен», «Брэбем» и «Тоулман», и зарезервировал себе место боевого пилота на сезон 1984 года в последней из них.

### Карьера в Формуле-1

#### Toleman (1984)
Первое очко для команды «Тоулман» Сенна заработал 7 апреля 1984 года на трассе в Кьялами, где проходил Гран-при ЮАР. В трёх последующих гонках он набрал ещё два очка, а затем на Гран-при Монако, проведя трудную гонку в условиях сильного дождя и обогнав нескольких гонщиков, имевших технически лучшие машины (в том числе двукратного чемпиона мира Ники Лауду), занял второе место, при этом выиграть ему помешала лишь преждевременная остановка гонки. В ходе сезона Сенна ещё два раза поднимался на подиум, заняв третьи места в Гран-при Великобритании и Португалии, и по итогам года стал в чемпионате девятым.

#### Lotus (1985—1987)
В 1985 году Сенна перешёл в более сильную команду — «Лотус» (этот переход сопровождался трениями с командой «Тоулман», с которой у Сенны был контракт ещё на год и которая не хотела отпускать его). Команда «Лотус» построила тогда одну из лучших своих машин того периода — Lotus 97Т, партнёром Сенны по команде был Элио де Анджелис. В первой гонке сезона — Гран-при Бразилии — Сенна был вынужден сойти из-за проблем с электроникой. Во второй гонке — Гран-при Португалии, проходившей 21 апреля на трассе в Эшториле при сильном дожде — Сенна, впервые стартовав с поула, смог выиграть свою первую гонку в Формуле-1, при этом сразу же завоевав и «большой шлем». Однако остальные гонки сезона сопровождались многочисленными техническими проблемами, и, несмотря на то, что Сенна нередко завоёвывал первые позиции в квалификациях, закончить гонки ему не удавалось. Он смог одержать ещё только одну победу — в Спа, где проходил Гран-при Бельгии. К концу сезона Сенна набрал 38 очков и занял в чемпионате четвёртое место.
Де Анджелис набрал на пять очков меньше Сенны. Достойный соперник в команде не нравился Сенне, и он прямо заявил, что не будет работать с ним в одной команде. Итальянца в итоге попросили уйти из команды. Позже бразилец аргументировал это тем, что в «Лотусе» не смогли бы на равных относиться к обоим пилотам. В 1986 году второе место в команде занял Джонни Дамфриз. Результаты аристократа из Великобритании ограничились тремя очками, и тот сезон оказался для него первым и последним. Де Анджелис перешёл в «Брэбем» и погиб в следующем году на тестах на трассе «Поль-Рикар».

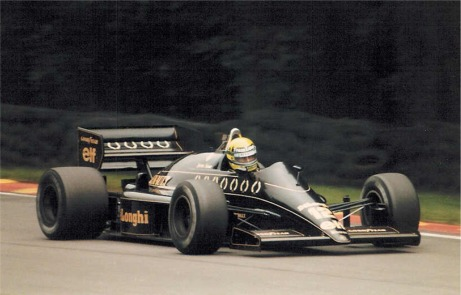
Айртон Сенна на трассе Брэндс-Хэтч, Гран-при Великобритании 1986 года

На старте сезона 1986 года в Гран-при Бразилии Сенна занял второе место вслед за своим соотечественником Нельсоном Пике, а затем захватил лидерство в чемпионате мира после победы на трассе «Херес» в Испании, где он до последней секунды сдерживал шедшего вторым Найджела Мэнселла, который на финише отстал от Сенны всего на 14 тысячных секунды. Но это лидерство не продержалось долго — чемпионат стал ареной борьбы главным образом «Макларена» и «Уильямса», а «Лотус» снова стал страдать от механических проблем. Несмотря на это, Сенна одержал ещё одну победу, а ещё в трёх гонках смог занять второе место и закончил чемпионат с 55 очками, завоевав при этом восемь поулов. Однако пилоты «Макларена» и «Уильямса» — Прост, Пике и Мэнселл — выступили столь хорошо, что этих очков Сенне снова хватило лишь для четвёртого места в чемпионате.
В сезон 1987 года «Рено» объявила об уходе из автоспорта, и «Лотус» стал использовать мотор «Хонда». Начало сезона у Сенны не сложилось, но затем он выиграл подряд две гонки — Гран-при Монако и Гран-при США в Детройте — и вновь оказался лидером чемпионата. Но Мэнселл и Пике на «Уильямсах» и в этом сезоне показывали столь впечатляющие результаты, что Сенне было трудно за ними угнаться, и после Гран-при Мексики, где Сенна вылетел с трассы из-за неисправного сцепления, он потерял шансы на чемпионский титул, за который продолжали бороться между собой Пике и Мэнселл. За две гонки до конца сезона Мэнселл пострадал в аварии на тренировке перед Гран-при Японии и не смог принять участие в этой гонке, а также в последующем Гран-при Австралии. Это давало Сенне шансы на второе место в чемпионате, и он занял вторые места в обеих гонках. Однако после Гран-при Австралии стюарды установили, что отверстия для охлаждения тормозов на машине Сенны были шире, чем предусмотрено регламентом, и он был дисквалифицирован. Из-за этого по итогам сезона он с 57 очками занял третье место.
В ходе сезона 1987 года у Сенны установились хорошие отношения с компанией «Хонда», и, когда в конце сезона срок контракта Сенны с командой «Лотус» истёк, он был приглашён в команду «Макларен», которая с 1988 года стала использовать моторы «Хонда».

#### McLaren (1988—1993)

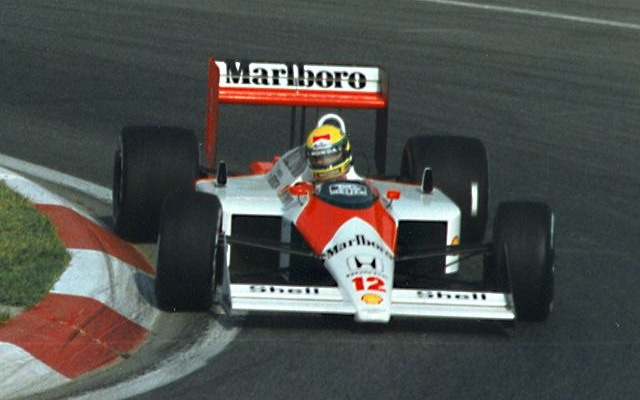
Сенна пилотирует McLaren MP4/4 на Гран-при Канады 1988 года

В 1988 году Сенна перешёл в команду «Макларен», где его напарником стал двукратный чемпион мира Ален Прост. В сезоне на долю этой пары пришлось 15 побед из 16 (только Гран-при Италии выиграла команда «Феррари»), из которых 8 принадлежали Сенне и 7 — Просту. В чемпионате Прост набрал больше очков, но в зачёт шли результаты лишь 11 лучших гонок, поэтому чемпионом стал Сенна.
В сезоне 1989 года конкуренция ещё более обострилась. На Гран-при Германии Прост и Сенна боролись за первое место в течение всей гонки; выиграл её Сенна. Но в итоге чемпионом мира стал Прост: это случилось после инцидента в предпоследней гонке на трассе в Судзуке, когда Сенна попробовал осуществить трудный обгон, и их машины столкнулись, зацепившись друг за друга. Этот манёвр со стороны Сенны был очень рискованным, и многие затем критиковали его за эту попытку. В то же время признавалось, что это место на трассе было практически единственным, где был возможен обгон, и если бы Сенна не попытался это сделать, то чемпионский титул совершенно точно достался бы Просту. Некоторые считают также, что в столкновении был виноват Прост, не пожелавший пропустить Сенну, когда тот уже фактически обогнал его по внутренней траектории. После столкновения Сенна смог вернуться в боксы, сменить передний спойлер и продолжить гонку, выиграв её, однако после гонки он был дисквалифицирован. Сенна публично заявил, что в этом эпизоде он «был грубо ограблен», но его заявление вызвало санкции со стороны ФИА — Сенну оштрафовали на сто тысяч долларов и временно лишили лицензии на участие в гонках Формулы-1. К началу следующего сезона Сенна, заплатив штраф и извинившись перед ФИА, вернул себе лицензию.
Перед сезоном 1990 года Прост ушёл в команду «Феррари», объяснив это тем, что в «Макларене» отдавали предпочтение Сенне. Но судьба чемпионата снова решалась в предпоследней гонке на той же трассе в Судзуке, и снова борьба шла между Простом и Сенной. Их машины снова столкнулись, на этот раз в первом повороте после старта, и оба выбыли из гонки. К этому моменту больше очков было у Сенны, и он стал чемпионом. По данным телеметрии, Сенна даже не попытался затормозить перед столкновением. Год спустя, в интервью перед началом Гран-при Японии 1991 года он признал, что спровоцировал столкновение намеренно, и снова обвинил ФИА в том, что чемпионский титул 1989 года у него отобрали незаслуженно.
В сезоне 1991 года основная борьба шла между Сенной и Найджелом Мэнселлом, выступавшим за «Уильямс». Сенна выиграл четыре гонки в начале сезона, в следующих гонках удача была на стороне Мэнселла. К концу сезона шла равная борьба, но на Гран-при Японии Мэнселл вылетел с трассы и потерял шансы в борьбе за чемпионат. Сенна завершил сезон победой в досрочно остановленной гонке в Австралии и стал чемпионом в третий раз.

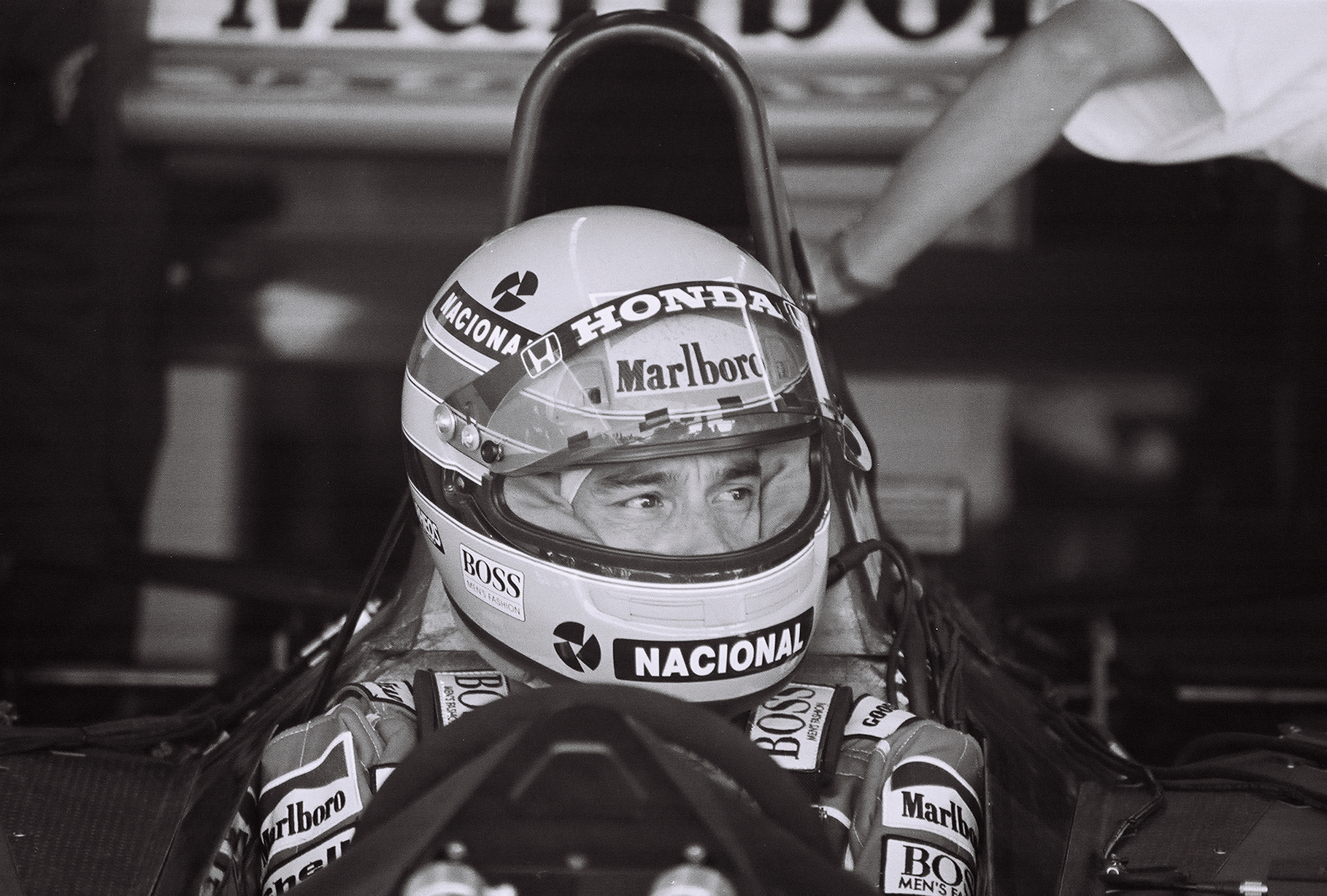
Айртон Сенна на Гран-при США 1991 года

В 1992 году Мэнселл имел большое техническое преимущество, выступая на лучшей машине чемпионата, и выиграл 9 гонок из 16, досрочно став чемпионом мира. Сенна смог выиграть лишь три гонки — Гран-при Монако, Венгрии и Италии, причём победой в Монако Сенна был обязан лишь тому, что за десять кругов до финиша на машине шедшего первым Мэнселла лопнуло колесо. В конце сезона Сенна сказал, что ему мешало не только техническое преимущество «Уильямса», но и отсутствие Проста — без него Сенна потерял ориентир, никак не мог воспринять Мэнселла как серьёзного соперника и поэтому испытывал проблемы с мотивацией.
На 1993 год у Сенны не было контракта ни с одной из команд. Найджел Мэнселл ушёл в серию «Индикар», и в команду «Уильямс», технически лучшую на тот момент, пришёл Ален Прост. Сенна пытался также получить место в «Уильямсе», однако Прост потребовал, чтобы команда отказалась от такого шага. «Макларен» в это время испытывал проблемы: компания «Хонда» ушла из Формулы-1, а «Рено», которая поставляла моторы «Уильямсу», отказалась поставлять их также и «Макларену». В конце концов, руководителю команды Рону Деннису удалось заключить контракт с компанией «Форд», однако он предусматривал, что «Макларену» будут поставляться менее мощные моторы, чем команде «Бенеттон» — основному партнёру «Форда». В «Макларене» надеялись, что им удастся нивелировать это отставание с помощью лучшего шасси и более совершенной электроники. Сенна тестировал «Макларен» в межсезонье и нашёл, что шасси вышло действительно очень хорошим, но всё же недостаток силы мотора ощущался. Поэтому Сенна отказался подписать контракт с «Маклареном» на весь сезон, но согласился ездить, заключая соглашение на каждую гонку в отдельности. Начало сезона получилось впечатляющим: на открытии сезона в Южной Африке Сенна занял второе место, а затем победил на двух гонках подряд — Гран-при Бразилии и затем Гран-при Европы (эта гонка, проходившая в дождь, считается одной из лучших гонок Сенны). Неожиданный успех продолжился победой в Гран-при Монако. После этого Сенна подписал контракт с «Маклареном» на остаток сезона и стал агитировать компанию «Форд» поставлять лучшие моторы «Макларену». Однако в последующих гонках Ален Прост смог лучше приспособиться к машине «Уильямс», стал показывать всё более высокие результаты и, в конце концов, выиграл чемпионат. Сенна завершил сезон победами в Гран-при Японии и Гран-при Австралии и завоевал вице-чемпионский титул, что стало достойным завершением его карьеры в команде «Макларен».

#### Williams (1994)
В 1994 году Сенна перешёл в команду Williams. Тогда на машины Williams ставили двигатели «Рено». Сезон 1994 года для Сенны начался не лучшим образом. Сход на домашнем этапе в Бразилии, победителем того Гран-при стал тогда ещё только раскрывающий свой потенциал Михаэль Шумахер. Второй Гран-при сезона для Сенны также закончился сходом с дистанции в самом первом повороте, сразу после старта. Сначала было столкновение с Микой Хаккиненом, а затем и с Николой Ларини. Победу на том Гран-при снова одержал Шумахер. Третий этап в Сан-Марино стал для Сенны роковым. Этот Гран-при вошёл в историю как «чёрный уик-энд». Сначала авария в пятничной практике Рубенса Баррикелло, в которой он получил ушибы, а также сломал нос. Затем авария Роланда Ратценбергера в квалификации в повороте Villeneuve на скорости 320 км/ч, в которой он погиб, на своём всего лишь третьем Гран-при в Формуле-1. На 7-м круге гонки машина Сенны при входе в поворот стала неуправляемой и врезалась в бетонную стену со скоростью около 211 км/ч. При ударе в стену один из кусков подвески с болида смял шлем и вдавил внутрь часть лба, а другой пробил визор прямо над правым глазом и проткнул череп Сенны. В 18:40 была официально констатирована смерть гонщика. Айртон Сенна погиб в возрасте 34 лет.

## Мастер квалификаций
Айртон Сенна был признанным мастером квалификаций своего времени. За свою карьеру в Формуле-1 он 65 раз занимал в них первые места. Этот рекорд держался и после смерти Сенны в течение 12 лет и был превзойдён Михаэлем Шумахером только в 2006 году на Гран-при Сан-Марино, причём Шумахеру потребовалось для этого провести 236 Гран-при, тогда как Сенна принял участие только в 162.
Как минимум трое пилотов в истории имеют относительные результаты (соотношение поулов и количества проведённых гонок) лучше, чем у Сенны. Так, Хуан-Мануаэль Фанхио провёл 52 Гран-при, шедших в зачёт чемпионата мира, и выигрывал первое место на старте 29 раз (55,8 %). Джим Кларк в 73-х проведённых зачётных Гран-при 33 раза занимал первую позицию на старте (45,2 %). Альберто Аскари провёл 33 зачётных Гран-при, и при этом 14 раз стартовал с поул-позишн (42,4 %). У Сенны это соотношение составляет 40,1 %.
Одной из наиболее показательных стала квалификация Гран-при Монако в 1988 году. Сенна, уже завоевав первое место на старте (все остальные гонщики, которые могли бы опередить его, уже проехали положенное количество кругов), продолжал ехать, улучшая и улучшая время на круге, и, в конце концов, более чем на две секунды опередил всех, исключая Алена Проста, выступавшего на такой же машине. Потом Сенна рассказывал, что оказался как бы в другом измерении. «Как будто я оказался в тоннеле — не только в тоннеле под отелем, а вся трасса была для меня тоннелем. Я был уже далеко за известными пределами, но на каждом круге мог найти возможность идти ещё быстрее. Потом меня как будто что-то ударило, я очнулся и понял, что нахожусь совсем не в той атмосфере, в которой обычно находится человек. Я медленно доехал до боксов и больше никуда не ходил в тот день. Это испугало меня, потому что было за гранью разумного понимания», — вспоминал он.
Гонка после этой квалификации также получилась не совсем обычной. Сенна сразу захватил лидерство и стал отрываться, не дав остальным практически никаких шансов. Но за 11 кругов до финиша, когда Сенна опережал шедшего вторым Проста более чем на 50 секунд, его машина врезалась в рельс безопасности в повороте «Портье». Никаких видимых причин для этого не было — машина была в порядке, и никого из других гонщиков не было поблизости. Сенна не пострадал и, покинув машину, не стал даже идти в боксы, а пошёл домой. После окончания гонки в течение нескольких часов никто не мог его найти, поднялся переполох. Потом Сенна объяснял репортёрам: «Я посмотрел остаток гонки по телевизору, принял душ и лёг спать, поскольку гонка была трудной, и я очень устал. Я не понимаю, отчего все так разволновались».

## «Человек дождя»
Считается, что в Формуле-1 гонки в дождевых условиях выравнивают шансы участников — скорости сильно уменьшаются, и преимущество более мощного мотора или лучшей аэродинамики нивелируется. Однако Айртон Сенна именно в этих условиях не раз демонстрировал большое преимущество над другими гонщиками. За многочисленные примеры высоких достижений в дождевых гонках журналисты и болельщики дали Сенне прозвище «Человек дождя».
В сезоне 1984 года, когда Сенна пришёл в Формулу-1, первой дождевой гонкой был Гран-при Монако — гонка, которая считается трудной даже при хорошей погоде, поскольку она проходит по узким улицам города. Сенна, имея далеко не самую лучшую машину (Toleman TG184), стартовал с 13-го места. Когда гонка была остановлена после 31 круга (дождь стал настолько сильным, что продолжать гонку было слишком опасно), Сенна был на втором месте, быстро догоняя идущего первым Алена Проста. Это было очень необычным для Монако, где обгоны сильно затруднены и даже при гонке на сухой трассе нередко не происходит ни одного обгона.
Свою первую победу на трассе в Эшториле в 1985 году Сенна одержал также в условиях сильного дождя, когда даже шедший вторым Ален Прост не справился с управлением, его развернуло и бросило на стену. Вторая гонка, в которой Сенна одержал победу в 1985 году — Гран-при Бельгии — тоже проходила в дождь. Впоследствии Сенна провёл немало интересных дождевых гонок, которые запомнились и экспертам, и болельщикам.

Сенна обгоняет Вендлингера по внешней траектории (Донингтон-парк, 1993)

Одной из самых ярких дождевых гонок Сенны стал Гран-при Европы 1993 года, проходивший на трассе в Донингтон Парке. Сенна на «Макларене» занял в квалификации 4 место, пропустив вперёд Алена Проста и Деймона Хилла на «Уильямсах» и Михаэля Шумахера на «Бенеттоне». В тот момент считалось, что болид «Уильямс FW15С», на котором выступали Прост и Хилл, сильно превосходит «Макларен MP4/8», на котором выступал Сенна, и шансов на победу в гонке у «Макларена» немного. Некоторые эксперты считают, что «Уильямс FW15С» был технически наиболее совершенным болидом из тех, что когда-либо выступали в Формуле-1. Но гонка началась при сильном дожде, что спутало все прогнозы. Сразу после старта Хилл выдавил Шумахера на внешнюю сторону, а тот, в свою очередь, выдавил Сенну, которому некуда было деваться. В этот момент Вендлингер, стартовавший пятым, смог обойти по внутренней траектории и Сенну, и Шумахера, оставив их пятым и четвёртым соответственно. Однако Сенна, сначала переместившись на внутреннюю сторону траектории, смог обойти Шумахера, а затем, в скоростном левом повороте, неожиданно занял внешнюю сторону, где никто больше не ехал. Это решение казалось полностью ошибочным, но Сенна ехал по внешней стороне настолько быстро, что легко обогнал Вендлингера и успел занять нужную позицию перед следующим правым поворотом. Скорее всего, сцепление с трассой на внешней стороне было намного лучше, чем на внутренней, и Сенна оказался единственным из гонщиков, кто смог предугадать это. Затем, проходя повороты гораздо быстрее, чем «Уильямсы», он обогнал сначала Хилла, а затем Проста, и к концу первого круга уже был на первом месте. Многие эксперты после гонки говорили, что это был лучший первый круг гонки, который они когда-либо видели. В дальнейшем дождь то прекращался, то начинался снова, гонщики постоянно меняли резину, при этом Сенна несколько раз в течение гонки затягивал смену резины, продолжая ехать по мокрой трассе на сликах. В результате на финише гонки в одном круге с победившим Сенной был только Хилл, который отстал от Сенны на 80 секунд.
Сенна проехал через пит-лейн, не останавливаясь, и установил таким образом лучший круг — из-за особенностей конфигурации трассы путь через пит-лейн был короче, и несмотря на то, что бразилец был в этот момент на дождевой резине, круг получился быстрее, чем круги, пройденные до этого на сликах по нормальной траектории. В этот момент Сенна не только лидировал, но и обгонял всех остальных участников на круг, и, проезжая через пит-лейн, помахал своим механикам, что дало комментаторам повод думать, что это был экстравагантный жест со стороны бразильца. Но после гонки Сенна объяснил, что это вышло случайно — он собирался сменить дождевую резину на слик, но, уже свернув на пит-лейн, заметил, что дождь начал идти снова, и решил продолжить гонку на дождевой резине. Поприветствовать механиков, по его словам, было в этой ситуации совершенно естественным, а о лучшем круге он вообще не думал.

## Характер Сенны
На трассе Сенна был предельно целеустремлённым и всегда стремился победить, нередко пилотируя машину на грани возможного. Многие считали его стиль вождения слишком опасным и говорили, что для него победа важнее жизни. Когда однажды Сенна признался, что верит в Бога, Ален Прост сказал, что Сенна, скорее всего, думает, что Бог помогает ему пилотировать машину, и поэтому ведёт себя на грани сумасшествия. Мартин Брандл также говорил: «Несомненно, Сенна — гений. Но это значит, что жизненный баланс в нём сильно смещён в одну из сторон. Он так сильно развил свои навыки, что часто находится за гранью. Это опасный знак».
Сам Сенна признавал, что стремится в каждой гонке достичь пределов собственных возможностей, но говорил, что главное для него — не превосходство над другими, а познание самого себя. «Это очень завораживающее исследование», — говорил он. — «Когда я стремлюсь к победе, я всегда нахожу в себе ещё немного больше, снова и снова. Но в этом есть противоречие: когда ты становишься быстр как никогда, то ощущаешь себя невообразимо хрупким и уязвимым, потому что за долю секунды всё это может исчезнуть. И две эти крайности, дополняя друг друга, помогают познать себя, всё глубже и глубже».
С другой стороны, некоторые считали, что ради победы в гонке Сенна был готов на многое, в том числе даже на неблаговидные поступки. В связи с этим особенно часто упоминалось столкновение с Аленом Простом в конце сезона 1990 года. Ходили слухи, что перед этой гонкой Сенна в кулуарной обстановке боксов сказал, что если Прост войдёт первым в первый поворот, то он там и останется — что и случилось в гонке. Примечательно, что другой великий гонщик Формулы-1, Михаэль Шумахер, после своих скандальных столкновений с главными соперниками за чемпионский титул — на Гран-при Австралии 1994 года в Аделаиде с Деймоном Хиллом и на Гран-при Европы 1997 года в Хересе с Жаком Вильнёвом — заявлял в прессе, что когда это делал Айртон Сенна, то это была обычная практика, а когда так делает он сам, то все считают это нарушением принципов «честной игры».
Сенна бывал вспыльчив и совершал порой необдуманные поступки в отношении гонщиков, которые, как ему казалось, некорректно вели себя с ним в гонках. Так, например, в 1993 году, после того как Эдди Ирвайн обогнал его, чтобы выйти из числа отстающих на круг, и при этом помешал бразильцу, тот затеял выяснение отношений с Ирвайном, которое закончилось рукоприкладством.
В то же время, когда дело не касалось борьбы на трассе, Сенна не раз помогал другим гонщикам. В 1992 году на трассе Спа, где проходил Гран-при Бельгии, во время субботней квалификации Эрик Комас попал в тяжёлую аварию на прямой возвращения, где все гонщики ехали на очень высокой скорости. Сенна, увидев это, остановил свою машину, вылез из неё и с риском для жизни побежал к разбитой машине Кома, успев отключить на ней электропитание до того, как начался пожар. В 1993 году на той же трассе в Спа, когда в ходе свободных заездов Алессандро Дзанарди на большой скорости врезался в стену в трудном повороте Оруж, Сенна покинул свою машину, чтобы помочь пострадавшему пилоту.
Личные отношения с гонщиками у Сенны складывались по-разному. С некоторыми они были весьма напряжённые — в частности, с Аленом Простом и Нельсоном Пике, дело доходило до весьма острых обоюдных высказываний в адрес друг друга. Айртон почти открыто намекал на свою близкую связь с супругой Пике (при этом люди, знавшие их обоих, утверждали, что это была неправда).
В то же время другие гонщики — Рубенс Баррикелло, Герхард Бергер — были близкими друзьями Сенны.
Вне трассы Сенна отличался мягким характером, был гуманистом и религиозным человеком. Он был очень обаятелен, за что его любили и журналисты, и болельщики во всём мире. Многие из общавшихся с ним говорили, что его улыбка и голос производили почти гипнотическое действие.
Фрэнк Уильямс, в команде которого Сенна провёл свой последний сезон, говорил о нём: «Айртон был очень неординарной личностью. На самом деле он был ещё более великим человеком вне гонок, нежели в них».
Деймон Хилл, последний напарник Сенны по команде, сказал в одном из своих интервью: «Он был благородным человеком, но беспощадным на трассе, например, по отношению к Алену Просту. Но точно так же он не щадил себя. Исключительный человек. Он отдавал себе отчёт, сколь велика его слава, и, думаю, хотел с её помощью как-то улучшить этот мир. К сожалению, завершить задуманное ему не удалось. Но его влияние распространялось не только на гонки».

## Гибель Сенны
В 1994 году Сенна перешёл из «Макларена» в «Уильямс-Рено». Несмотря на завоевание поул-позиций в первых двух гонках сезона: Гран-при Бразилии и Тихого океана — финишировать в них ему не удалось. При этом обе гонки выиграл Михаэль Шумахер на «Бенеттон-Форд», который неожиданно стал главным претендентом на титул. 1 мая 1994 года Айртон участвовал в третьей за свою новую команду гонке — Гран-при Сан-Марино. Он снова выиграл поул, но гонка закончилась для него трагически.
В течение всех выходных, когда проходила эта гонка, постоянно случались различные неприятности, из которых наиболее серьёзными стали две. Сначала во время пятничных свободных заездов в серьёзную аварию попал Рубенс Баррикелло. Он сломал нос и ребро, оказался в больнице и не смог из-за этого участвовать в гонке. Баррикелло недавно пришёл в Формулу-1 и считался протеже Сенны. Сенна навестил Баррикелло в больнице (врачи запретили ему это делать, поэтому Айртону пришлось перелезть через стену) и после разговора с ним пришёл к выводу, что нужно пересматривать стандарты безопасности в Формуле-1. На следующий день во время субботней квалификации погиб 33-летний австрийский гонщик Роланд Ратценбергер, проводивший всего третий Гран-при в карьере — его машина вылетела с трассы в скоростном вираже «Вильнёв» на скорости около 314 километров в час и ударилась левой стороной о железный ограничитель. Эта смерть шокировала всех, поскольку в течение предыдущих 12 лет никто из гонщиков не погибал на трассе (в 1982 году в Монреале во время Гран-при погиб итальянец Риккардо Палетти, а в 1986 году от отравления угарным газом после аварии на тестах умер другой итальянец Элио де Анджелис) и многие гонщики впервые переживали такой момент. Сенна ещё более уверился в том, что необходимо срочно принимать меры по повышению безопасности гонок. В воскресенье утром по инициативе Сенны состоялось собрание гонщиков, на котором они договорились создать рабочую группу по безопасности, которая занялась бы разработкой плана мероприятий.

Машина Айртона Сенны после столкновения со стеной

На старте гонки болид финна Юрки Ярвилехто заглох и в него, набирая скорость, врезался Педру Лами (при этом разлетевшимися обломками были ранены трое зрителей, один из них тяжело), и на трассу выпустили машину безопасности, чтобы скорость движения болидов снизилась и можно было убрать обломки. Гонщики ехали за машиной безопасности до шестого круга. На седьмом круге, втором после ухода машины безопасности и рестарта гонки, машина Сенны сорвалась с трассы в повороте «Тамбурелло» и на огромной скорости врезалась в бетонную стену. Согласно показаниям телеметрии, в момент срыва скорость машины была около 310 километров в час, после этого Сенна успел затормозить и замедлить машину, но всё же скорость в момент удара о стену составляла примерно 211 км/ч.
Когда стало понятно, что Сенна остаётся неподвижным в машине, гонка была остановлена, к месту аварии прибыли медики. В этот момент голова Айртона шевельнулась, вселив во многих уверенность, что с Сенной относительно всё в порядке. Но это был лишь мышечный спазм, свидетельствующий о серьёзной травме головного мозга. Подъехавшая бригада медиков увидела страшную картину: неподвижный пилот в разбитой по правый борт машине, из под шлема которого сочится кровь. С трудом сняв шлем, профессор Уоткинс (главный врач в Формуле-1 на тот момент) провёл тест, который подтвердил серьёзность травмы головы. Из носа сочилась кровь вперемешку с мозговой жидкостью, была разорвана височная артерия, и был раздроблен череп над правым глазом. Когда Сенну достали из обломков машины, он практически не подавал признаков жизни, и ему сделали трахеостомию. У Айртона был геморрагический шок и большая кровопотеря. В течение десяти минут медицинская бригада пыталась остановить кровотечение и стабилизировать состояние пилота. Затем, прямо с трассы, ввиду большой серьёзности повреждений, минуя медицинский центр, на вертолёте Сенна был доставлен в госпиталь и подключён к аппарату искусственного дыхания.

«Когда Айртон прибыл в госпиталь, я взглянула на него — он был бледен, лицо его было опухшим — но он оставался красивым и умиротворенным. Я заметила глубокую рану над правым глазом, она была трёх-четырёх сантиметров глубиной. Но откуда же столько крови под ним? Когда мы его перевернули, то поняли, что очаг повреждений внутри головы, а кровь сочилась сквозь перелом основания черепа… Было принято решение о проведении электроэнцефалограммы».— врач Мария Тереза Фиандри
После проведённого обследования стало ясно, что мозг Сенны мёртв и шансов на его выход из комы не осталось. Поэтому медики приняли решение прекратить искусственно поддерживать жизнь его тела. Как выяснилось позже, при столкновении правое переднее колесо оторвалось вместе с куском подвески и ударило Сенну по голове, при этом металлический кусок подвески пробил его шлем и нанёс смертельную травму.
По некоторым данным, смерть была вызвана переломом основания черепа в результате огромной перегрузки в момент удара. Однако в документальном фильме «Сенна» говорится, что на его теле не было ни одной сломанной кости и даже ни одного синяка, то есть если бы роковой кусок подвески прошёл сантиметров на пять выше, Сенна бы просто вылез из машины и пошёл в боксы. Однозначно то, что если бы в то время использовали современные средства пассивной безопасности (тросы, крепящие ступицу колеса к корпусу на случай, если при аварии сломаются все рычаги подвески, а также систему HANS, ограничивающуя перемещение головы относительно плеч), то исход аварии мог бы быть совсем иным.
После того как Сенну увезли в больницу, гонка была возобновлена, и в ней победил Михаэль Шумахер. Некоторые медики и гонщики считают, что Сенна умер сразу же после аварии и его транспортировка в больницу была бессмысленной — организаторы гонки якобы пошли на это потому, что объявив о смерти гонщика немедленно, было бы неэтично возобновлять гонку, и её организаторы, включая FIA, понесли бы серьёзные убытки.
В рукаве комбинезона Сенны был найден испачканный кровью австрийский флаг. По всей видимости, Сенна собирался посвятить свою победу погибшему за день до этого Ратценбергеру, хотя никому не сказал об этом.

## После смерти
Многие известные в Формуле-1 люди, много сделавшие для её развития — Берни Экклстоун, Макс Мосли, Рон Деннис и другие — говорили в своих интервью, что считают именно Сенну лучшим гонщиком всех времён, и не только из-за показанных им результатов в гонках, но и из-за того влияния, которое он оказывал и продолжает оказывать на умы многих людей. Примечательно, что по прошествии нескольких лет после смерти Сенны Берни Экклстоун заявлял, что после ещё нескольких побед Шумахера о Сенне, как и о Просте и других уже не выступающих гонщиках, быстро забудут, однако позже изменил своё мнение.
Завоевав звание чемпионов мира по футболу в 1994 году, бразильская сборная развернула на поле плакат, посвящающий этот титул Айртону Сенне.
В 2000 году в Бразилии был проведён социологический опрос, в котором бразильским гражданам предлагали назвать лучшего бразильца за всю историю страны. Результаты опроса показали, что самым великим из бразильцев считается Айртон Сенна, несмотря на то, что к тому времени было известно немало выдающихся бразильцев (например, Пеле).
Журнал F1 Racing дважды после смерти Сенны, в 1997 и 2004 годах, проводил опросы экспертов для определения лучших гонщиков за всю историю Формулы-1. В опросах участвовали 77 экспертов, каждый из которых должен был назвать 10 гонщиков, которых он считает лучшими, затем результаты сводили, и список ста лучших гонщиков публиковался в журнале. По результатам обоих опросов Сенна занимал первые места, опережая таких известных гонщиков, как Михаэль Шумахер, Ален Прост, Хуан Мануэль Фанхио и Джим Кларк.
В 2004 году, в десятилетие смерти Сенны, в Бразилии вышла книга Эрнесто Родригеса Ayrton, the Hero Revealed (в португальском варианте Ayrton, o Herói Revelado), в которой описывалась жизнь и карьера Сенны, включая неизвестные ранее общественности подробности.
21 апреля 2004 года перед Гран-при Сан-Марино на стадионе в Имоле был проведён футбольный матч, посвящённый памяти Айртона Сенны. В этом матче соревновались сборная Бразилии, составленная из игроков — победителей чемпионата мира по футболу 1994 года, и команда, составленная из известных гонщиков Формулы-1 (Михаэль Шумахер, Фернандо Алонсо, Рубенс Баррикелло и другие). На матч было продано свыше 7000 билетов, весь доход пошёл в фонд Ayrton Senna Foundation.

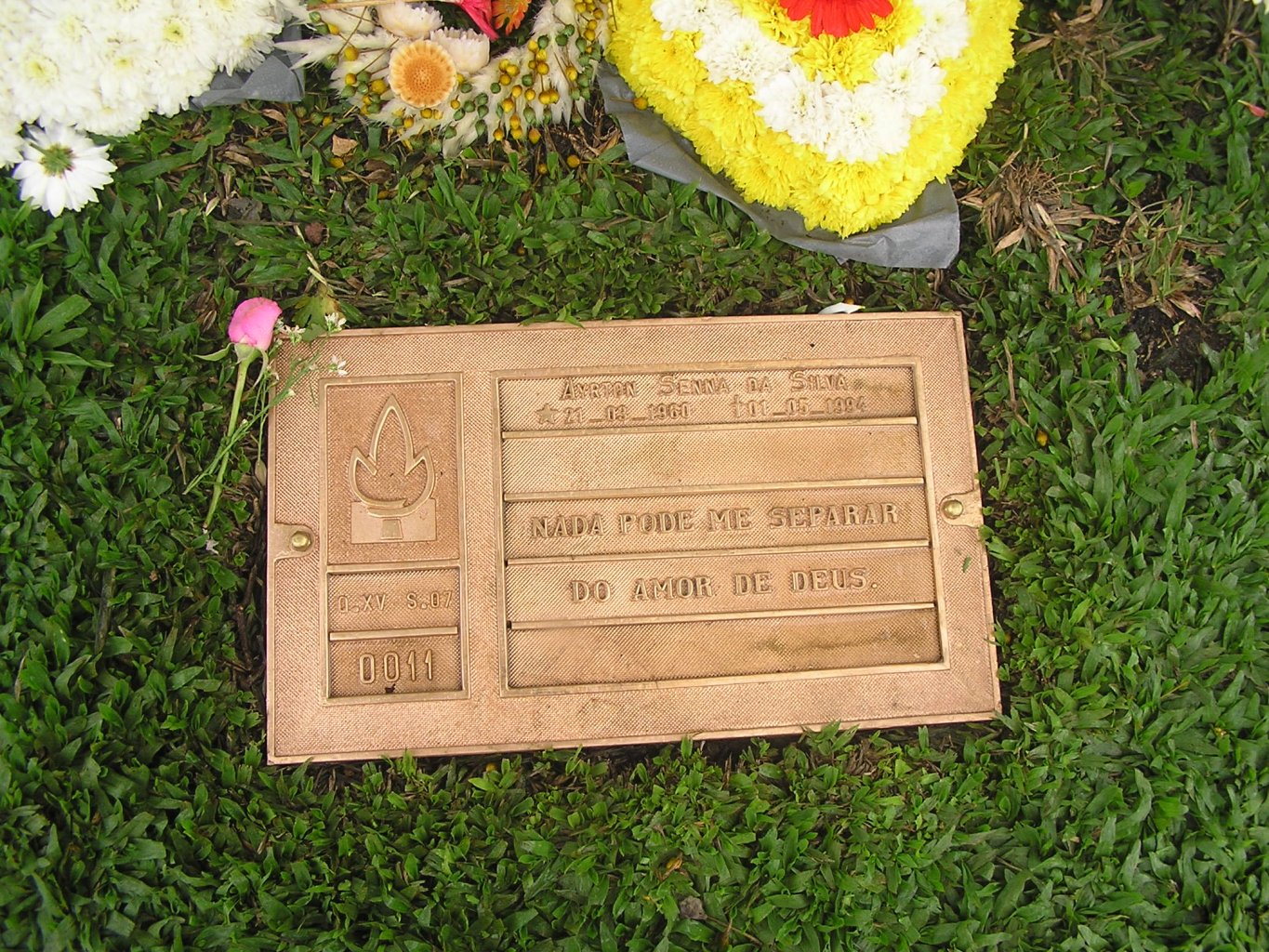
Могила Айртона Сенны. Надпись гласит: «Ничто не сможет отлучить меня от любви Божией».

Могила Айртона Сенны на кладбище Морумби стала местом паломничества. По данным Р. Филипа (2007 г.), она привлекает больше людей, чем могилы Джона Ф. Кеннеди, Мэрилин Монро и Элвиса Пресли вместе взятые. Многие гонщики посещают могилу Сенны во время проведения Гран-при Бразилии. Надпись на могиле гласит: «Ничто не сможет отлучить меня от любви Божией» (цитата из послания ап. Павла к Римлянам, гл. 8, ст. 39).
Именем Сенны названы множество улиц в разных городах Бразилии, шоссе в провинции Сан-Паулу, а также два бразильских автодрома (близ городов Каруару и Лондрина), на которых проходят этапы бразильских и южноамериканских гоночных чемпионатов. Первая шикана на автодроме Интерлагос, где обычно проходит один из этапов чемпионата мира Формулы-1, также носит имя Сенны («S» do Senna).
В 2018 году автопроизводитель McLaren представил автомобиль McLaren Senna, названный в честь гонщика. Также его именем названы множество поворотов и на других автодромах. Так, в Австралии на автодроме Мельбурн-Парк именем Сенны назван один из последних поворотов. А в Канаде его именем названа первая шикана.
Спустя некоторое время поворот «Тамбурелло» был перепрофилирован из затяжного поворота в серию шикан, которое произошло за счёт изменения внутренней части контура из отбойников старого поворота, а именно, были вырублены деревья и передвинута бетонная стена, что позволило изменить конфигурацию поворота. Внешний контур бетонных отбойников, в который попал болид Айртона, так и остался дугообразным. В 1996 году во внутреннем парке трассы был установлен бронзовый памятник Айртону Сенне: на высоком подиуме он сидит, свесив ноги, в комбинезоне пилота, и смотрит свысока на трассу.
В мае 2009 года Working Title Films начала съёмки документального фильма об Айртоне Сенне. В октябре 2010 года фильм «Сенна» режиссёра Азифа Кападии вышел на экраны, а 5 июля 2011 появилось издание на DVD.
Макс Мосли считает, что именно гибель Сенны изменила отношение в обществе не только к безопасности в автоспорте, но и к безопасности на автодорогах. В частности, начал работу проект Euro NCAP.
В 2025 году Honda Racing Corporation (HRC) инициировала запуск эксклюзивной программы по продаже исторических гоночных компонентов, начав с аукциона деталей двигателя RA100E V10, на котором Айртон Сенна выиграл чемпионат Формулы-1 в 1990 году. Мероприятие запланировано на август в рамках Monterey Car Week, а в будущем HRC намерена расширить проект, предложив коллекционные части от мотоциклов MotoGP, машин IndyCar и других знаковых болидов.

## Результаты выступлений в Формуле-1
| Легенда к таблице |                                                                    |
| --- | ------------------------------------------------------------------ |
| В таблице перечислены результаты всех Гран-при Формулы-1, в которых принимал участие гонщик. Строками таблицы являются сезоны, столбцами — этапы чемпионата мира. В каждой клетке указаны сокращённое название этапа и результат, дополнительно обозначенный цветом. Расшифровка обозначений и цветов представлена в нижеследующей таблице. |                                                                    |
| \| Пример \| Описание \| \| ------------ \| ------------------------------------------------------------------ \| \| 1 \| Победитель \| \| 2 \| Второе место \| \| 3 \| Третье место \| \| 5 \| Финишировал, заработав очки \| \| Сход \| Не финишировал, но при этом заработал очки \| \| 12 \| Финишировал, не получив очков \| \| НКЛ \| Финишировал, но не попал в финальную классификацию \| \| 15 \| Участвовал вне зачёта, либо по отдельной классификации \| \| 18 \| Не финишировал, но попал в финальную классификацию \| \| Сход \| Не финишировал \| \| НКВ \| Не прошёл квалификацию \| \| НПКВ \| Не прошёл предквалификацию \| \| ДСК \| Дисквалифицирован \| \| ИСК \| Исключён из протокола соревнований \| \| ТТ \| Заявлен для участия только в тренировках \| \| НС \| Участвовал в квалификации, но не стартовал в гонке \| \| Т \| Травмирован или болен \| \| ОТК \| Отказ от участия \| \| НТР \| Прибыл на соревнования, но на трассу не выезжал \| \| НПР \| Был заявлен в числе участников, но не прибыл к началу соревнований \| \| О \| Соревнования отменены \| \| \| Не участвовал \| \| Поул-позиция \| \| \| Быстрый круг \| \| |                                                                    |
| Пример | Описание                                                           |
| 1 | Победитель                                                         |
| 2 | Второе место                                                       |
| 3 | Третье место                                                       |
| 5 | Финишировал, заработав очки                                        |
| Сход | Не финишировал, но при этом заработал очки                         |
| 12 | Финишировал, не получив очков                                      |
| НКЛ | Финишировал, но не попал в финальную классификацию                 |
| 15 | Участвовал вне зачёта, либо по отдельной классификации             |
| 18 | Не финишировал, но попал в финальную классификацию                 |
| Сход | Не финишировал                                                     |
| НКВ | Не прошёл квалификацию                                             |
| НПКВ | Не прошёл предквалификацию                                         |
| ДСК | Дисквалифицирован                                                  |
| ИСК | Исключён из протокола соревнований                                 |
| ТТ | Заявлен для участия только в тренировках                           |
| НС | Участвовал в квалификации, но не стартовал в гонке                 |
| Т | Травмирован или болен                                              |
| ОТК | Отказ от участия                                                   |
| НТР | Прибыл на соревнования, но на трассу не выезжал                    |
| НПР | Был заявлен в числе участников, но не прибыл к началу соревнований |
| О | Соревнования отменены                                              |
| | Не участвовал                                                      |
| Поул-позиция |                                                                    |
| Быстрый круг |                                                                    |

| Сезон | Команда  | Шасси  | Двигатель        | Ш | 1        | 2        | 3        | 4        | 5        | 6        | 7        | 8        | 9        | 10    | 11       | 12       | 13       | 14       | 15       | 16       | Место | Очки    |
| ----- | -------- | ------ | ---------------- | - | -------- | -------- | -------- | -------- | -------- | -------- | -------- | -------- | -------- | ----- | -------- | -------- | -------- | -------- | -------- | -------- | ----- | ------- |
| 1984  | Toleman  | TG183B | Hart L4 (t/c)    | P | БРА Сход | ЮАР 6    | БЕЛ 6    | САН НКВ  |          |          |          |          |          |       |          |          |          |          |          |          | 9     | 13      |
| 1984  | Toleman  | TG184  | Hart L4 (t/c)    | M |          |          |          |          | ФРА Сход | МОН 2    | КАН 7    | ДЕТ Сход | ДАЛ Сход | ВЕЛ 3 | ГЕР Сход | АВТ Сход | НИД Сход | ИТА      | ЕВР Сход | ПОР 3    | 9     | 13      |
| 1985  | Lotus    | 97T    | Renault V6 (t/c) | G | БРА Сход | ПОР 1    | САН 7    | МОН Сход | КАН 16   | ДЕТ Сход | ФРА Сход | ВЕЛ 10   | ГЕР Сход | АВТ 2 | НИД 3    | ИТА 3    | БЕЛ 1    | ЕВР 2    | ЮАР Сход | АВС Сход | 4     | 38      |
| 1986  | Lotus    | 98T    | Renault V6 (t/c) | G | БРА 2    | ИСП 1    | САН Сход | МОН 3    | БЕЛ 2    | КАН 5    | ДЕТ 1    | ФРА Сход | ВЕЛ Сход | ГЕР 2 | ВЕН 2    | АВТ Сход | ИТА Сход | ПОР 4    | МЕК 3    | АВС Сход | 4     | 55      |
| 1987  | Lotus    | 99T    | Honda V6 (t/c)   | G | БРА Сход | САН 2    | БЕЛ Сход | МОН 1    | ДЕТ 1    | ФРА 4    | ВЕЛ 3    | ГЕР 3    | ВЕН 2    | АВТ 5 | ИТА 2    | ПОР 7    | ИСП 5    | МЕК Сход | ЯПО 2    | АВС ДСК  | 3     | 57      |
| 1988  | McLaren  | MP4/4  | Honda V6 (t/c)   | G | БРА ДСК  | САН 1    | МОН Сход | МЕК 2    | КАН 1    | ДЕТ 1    | ФРА 2    | ВЕЛ 1    | ГЕР 1    | ВЕН 1 | БЕЛ 1    | ИТА 10   | ПОР 6    | ИСП 4    | ЯПО 1    | АВС 2    | 1     | 90 (94) |
| 1989  | McLaren  | MP4/5  | Honda V10        | G | БРА 11   | САН 1    | МОН 1    | МЕК 1    | США Сход | КАН 7    | ФРА Сход | ВЕЛ Сход | ГЕР 1    | ВЕН 2 | БЕЛ 1    | ИТА Сход | ПОР Сход | ИСП 1    | ЯПО ДСК  | АВС Сход | 2     | 60      |
| 1990  | McLaren  | MP4/5B | Honda V10        | G | США 1    | БРА 3    | САН Сход | МОН 1    | КАН 1    | МЕК 20   | ФРА 3    | ВЕЛ 3    | ГЕР 1    | ВЕН 2 | БЕЛ 1    | ИТА 1    | ПОР 2    | ИСП Сход | ЯПО Сход | АВС Сход | 1     | 78      |
| 1991  | McLaren  | MP4/6  | Honda V12        | G | США 1    | БРА 1    | САН 1    | МОН 1    | КАН Сход | МЕК 3    | ФРА 3    | ВЕЛ 4    | ГЕР 7    | ВЕН 1 | БЕЛ 1    | ИТА 2    | ПОР 2    | ИСП 5    | ЯПО 2    | АВС 1    | 1     | 96      |
| 1992  | McLaren  | MP4/6B | Honda V12        | G | ЮАР 3    | МЕК Сход |          |          |          |          |          |          |          |       |          |          |          |          |          |          | 4     | 50      |
| 1992  | McLaren  | MP4/7A | Honda V12        | G |          |          | БРА Сход | ИСП 9    | САН 3    | МОН 1    | КАН Сход | ФРА Сход | ВЕЛ Сход | ГЕР 2 | ВЕН 1    | БЕЛ 5    | ИТА 1    | ПОР 3    | ЯПО Сход | АВС Сход | 4     | 50      |
| 1993  | McLaren  | MP4/8  | Ford V8          | G | ЮАР 2    | БРА 1    | ЕВР 1    | САН Сход | ИСП 2    | МОН 1    | КАН 18   | ФРА 4    | ВЕЛ 5    | ГЕР 4 | ВЕН Сход | БЕЛ 4    | ИТА Сход | ПОР Сход | ЯПО 1    | АВС 1    | 2     | 73      |
| 1994  | Williams | FW16   | Renault V10      | G | БРА Сход | ТИХ Сход | САН Сход | МОН      | ИСП      | КАН      | ФРА      | ВЕЛ      | ГЕР      | ВЕН   | БЕЛ      | ИТА      | ПОР      | ЕВР      | ЯПО      | АВС      | —     | 0       |

## Отражение в искусстве

### В документальном кино
- 7 октября 2010 года состоялась премьера фильма режиссёра Азифа Кападиа, который рассказывает о карьере Айртона Сенны с момента его дебюта в Формуле-1 в 1984 году до трагической гибели в 1994 году на Гран-при Сан-Марино[40].

### В игровом кино
- 29 ноября 2024 года на Netflix вышел мини-сериал «Сенна», рассказывающий о жизни и карьере Айртона Сенны. Главную роль исполнил бразильский актёр Габриэль Леони[41].